# Manhunt (série de televisão)
Manhunt é uma série de televisão americana antológica de drama criada por Andrew Sodroski, Jim Clemente e Tony Gittelson, estrelando Sam Worthington e Paul Bettany. Ela descreve um relato ficcional da caça do FBI ao terrorista Theodore Kaczynski, conhecido como Unabomber, e estreou no Discovery Channel em 1º de agosto de 2017. Em 17 de julho de 2018, foi anunciado que a Charter Communications estava em negociações avançadas com os produtores da série, agora considerada antológica, para a produção de mais duas temporadas que seriam transmitidas na Spectrum, seu serviço de TV a cabo. A primeira dessas temporadas em potencial seria para contar a caçada a Eric Rudolph, preso por causar um atentado a bomba no Centennial Olympic Park. Em 18 de janeiro de 2020, foi anunciado que a segunda temporada, intitulada Manhunt: Deadly Games , estrearia em 3 de fevereiro de 2020.

## Elenco

### 1ª Temporada:Unabomber

#### Principal
- Sam Worthington como Jim Fitzgerald
- Paul Bettany como Ted Kaczynski
- Jeremy Bobb como Stan Cole
- Keisha Castle-Hughes como Tabby Milgrim
- Lynn Collins como Natalie Rogers
- Brían F. O'Byrne como Frank McAlpine
- Elizabeth Reaser como Ellie Fitzgerald
- Ben Weber como Andy Genelli
- Chris Noth como Don Ackerman

#### Recorrente
- Jane Lynch como Janet Reno
- Katja Herbers como Linda Kaczynski
- Michael Nouri como Bob Guccione
- Jill Remez como Susan Mosse
- Wallace Langham como Louis Freeh
- Brian d'Arcy James como Henry Murray
- Mark Duplass como David Kaczynski
- Diesel Madkins como Ernie Esposito
- Will Murden como Sean Fitzgerald
- Carter and Colby Zier como Ryan Fitzgerald
- Jana Allen como Heidi Shumway
- Trieste Kelly Dunn como Theresa Oakes
- Griff Furst como Burkhardt
- Rebecca Henderson como Judy Clarke
- Bonnie Johnson como Wanda Kaczynski
- Steve Coulter como Anthony Bisceglie
- Mary Rachel Dudley como Lois Epstein
- Tyler Huth como Timmy Oakes
- Doug Kruse como David Gelernter
- Mike Pniewski como Charles Epstein
- Gregory Alan Williams como Garland Burrell
- McKenna Grace Martin como Joanna Epstein

### 2ª Temporada:Deadly Games

#### Principal (2ª Temporada)
- Cameron Britton como Richard Jewell
- Jack Huston como Eric Rudolph
- Judith Light como Bobi Jewell
- Carla Gugino como Kathy Scruggs
- Gethin Anthony como  Jack Brennan
- Kelly Jenrette como Stacy Knox
- Arliss Howard como Earl Embry

#### Recorrente (2ª Temporada)
- Jay O. Sanders como Watson Bryant
- Nick Searcy
- Marley Shelton
- Becky Ann Baker
- Brad William Henke

## Episódios
| Temporada | Temporada | Título       | Episódios | Episódios | Originalmente exibido  | Originalmente exibido  | Originalmente exibido |
| Temporada | Temporada | Título       | Episódios | Episódios | Estreia da temporada   | Final da temporada     | Emissora              |
| --------- | --------- | ------------ | --------- | --------- | ---------------------- | ---------------------- | --------------------- |
|           | 1         | Unabomber    | 8         | 8         | 1 de agosto de 2017    | 12 de setembro de 2017 | Discovery Channel     |
|           | 2         | Deadly Games | 10        | 10        | 3 de fevereiro de 2020 | 3 de fevereiro de 2020 | Spectrum              |

### 1ª Temporada:Unabomber(2017)
| Nº ep. | Título Original                 | Dirigido por  | Escrito por                                                                                  | Data de exibição       | Audiência (em milhões) |
| ------ | ------------------------------- | ------------- | -------------------------------------------------------------------------------------------- | ---------------------- | ---------------------- |
| 1      | "UNABOM"                        | Greg Yaitanes | Andrew Sodroski                                                                              | 1 de agosto de 2017    | 1.250                  |
| 2      | "Pure Wudder"                   | Greg Yaitanes | Roteiro de: Jim Clemente & Tony Gittelson Adaptação televisiva por: Andrew Sodroski          | 1 de agosto de 2017    | 1.250                  |
| 3      | "Fruit of the Poisonous Tree"   | Greg Yaitanes | Max Hurwitz                                                                                  | 8 de agosto de 2017    | 0.904                  |
| 4      | "Publish or Perish"             | Greg Yaitanes | Nick Towne                                                                                   | 15 de agosto de 2017   | 0.940                  |
| 5      | "Abri"                          | Greg Yaitanes | Roteiro de: Jim Clemente & Tony Gittelson Adaptação televisiva por: Steven Katz              | 22 de agosto de 2017   | 0.928                  |
| 6      | "Ted"                           | Greg Yaitanes | Andrew Sodroski                                                                              | 29 de agosto de 2017   | 1.114                  |
| 7      | "Lincoln"                       | Greg Yaitanes | Roteiro de: Nick Schenk, Jim Clemente & Tony Gittelson Adaptação televisiva por: Nick Schenk | 5 de setembro de 2017  | 1.022                  |
| 8      | "USA vs. Theodore J. Kaczynski" | Greg Yaitanes | Andrew Sodroski                                                                              | 12 de setembro de 2017 | 0.930                  |

### 2ª Temporada:Deadly Games(2020)
| N.º | Título                    | Dirigido por   | Escrito por     | Exibição original      |
| --- | ------------------------- | -------------- | --------------- | ---------------------- |
| 1   | "CentBom"                 | Michael Dinner | Andrew Sodroski | 3 de fevereiro de 2020 |
| 2   | "Unabubba"                | Michael Dinner | Andrew Sodroski | 3 de fevereiro de 2020 |
| 3   | "Bombingham"              | Jon Avnet      | Denise Harkavy  | 3 de fevereiro de 2020 |
| 4   | "Run Rudolph Run"         | Jon Avnet      | Nick Towne      | 3 de fevereiro de 2020 |
| 5   | "Land of the Noonday Sun" | Janice Cooke   | Allison Moore   | 3 de fevereiro de 2020 |
| 6   | "Army of God"             | Janice Cooke   | Nick Schenk     | 3 de fevereiro de 2020 |
| 7   | "Eric"                    | Ali Selim      | Andrew Sodroski | 3 de fevereiro de 2020 |
| 8   | "Join or Die"             | Ali Selim      | Nick Towne      | 3 de fevereiro de 2020 |
| 9   | "Don't Tread On Me"       | Michael Dinner | Nick Schenk     | 3 de fevereiro de 2020 |
| 10  | "Open Season"             | Michael Dinner | Allison Moore   | 3 de fevereiro de 2020 |

## Produção
O título provisório da série era Manifesto e o anúncio da sua produção foi feito em uma apresentação por Rich Ross, presidente da Discovery Communications, em março de 2016. Em 15 de maio de 2016, a Entertainment Weekly divulgou várias fotos promocionais, mostrando uma primeira mão a caracterização de Paul Bettany para interpretar Ted Kaczynski.

## Lançamento
A Lionsgate Home Entertainment lançou a minissérie completa nos formatos de Blu-ray e DVD em 26 de dezembro de 2017. Em 17 de novembro do mesmo ano a Netflix garantiu os direitos de exibição, estreando a minissérie em vários países no dia 12 de dezembro de 2017.

## Recepção
A minissérie possuí uma taxa de aprovação de 93% no Rotten Tomatoes, com uma classificação média de 7.67 de 10 com base em 28 comentários.

## Precisão histórica
Greg Stejskal, um ex-agente do FBI que esteve envolvido na investigação da UNABOM, criticou os escritores da série no TheWrap. Ele os acusou de transformar "um membro menor" da equipe de investigação do FBI "no craque que venceu o jogo", referindo-se ao papel de Jim Fitzgerald. Ele disse que Fitzgerald nunca conheceu Kaczynski, não esteve em Lincoln, Montana, durante a operação realizada para a prisão de Kaczynski, não participou na busca da cabana de Ted e nunca o entrevistou.
Em agosto de 2017, Fitzgerald disse a Bustle que a minissérie está no "alto percentual de 80%" de precisão, embora "o personagem Fitz seja um pouco composto". Ele também afirmou que não havia entrevistado Kaczynski, embora tenha dito que iria fazer isso em 2007, porém Ted mudou de ideia.